# Karl Gehrmann
Karl Gehrmann (1885-1 de agosto de 1925) fue un botánico, liquenólogo y micólogo alemán. Realizó importantes expediciones botánicas a Australasia (Papua Nueva Guinea), Indonesia, Fiji, Samoa.

## Eponimia
- (Euphorbiaceae) Bridelia gehrmannii Jabl.[4]

## Algunas publicaciones

### Libros
- 1913. Krankheiten und Schädlinge der Kulturpflanzen auf Samoa: Bericht an d. Reichskolonialamt über pflanzenpathol. Untersuchungen im Jahre 1910. Arbeiten aus der Kaiserlichen Biologischen Anstalt für Land- und Forstwirtschaft 1 y 9. Ed. 	Springer, 232 pp.